# 635 Vundtia
A 635 Vundtia egy a Naprendszer kisbolygói közül, amit K. Lohnert fedezett fel 1907. június 9-én.